# Eutelia glauca
Eutelia glauca är en fjärilsart som beskrevs av Louis Beethoven Prout 1928. Eutelia glauca ingår i släktet Eutelia och familjen nattflyn. Inga underarter finns listade i Catalogue of Life.